# Ozhukarai
Ozhukarai là một thành phố và khu đô thị của quận Pondicherry thuộc bang Puducherry, Ấn Độ.

## Nhân khẩu
Theo điều tra dân số năm 2001 của Ấn Độ, Ozhukarai có dân số 217.623 người. Phái nam chiếm 51% tổng số dân và phái nữ chiếm 49%. Ozhukarai có tỷ lệ 77% biết đọc biết viết, cao hơn tỷ lệ trung bình toàn quốc là 59,5%: tỷ lệ cho phái nam là 83%, và tỷ lệ cho phái nữ là 71%. Tại Ozhukarai, 11% dân số nhỏ hơn 6 tuổi.